# 富山県道266号岡笹川線
富山県道266号岡笹川線（とやまけんどう266ごう おかささかわせん）は、富山県小矢部市から同県高岡市までを結ぶ一般県道（富山県道）である。

## 概要
かつての北国街道（北陸道）であり、全区間国道8号と並行している。福岡町中心部では古い町並みもみられる上、毎年9月には「つくりもんまつり」の主会場となっている。
- 始点：富山県小矢部市岡448[1]（＝岡（南）交差点・国道8号交点）
- 終点：富山県高岡市笹川5049[1]（＝宝来町交差点・国道8号交点）

## 歴史
- 1960年（昭和35年）4月23日：路線認定[1]。

## 接続道路
- 国道8号（小矢部市岡・岡（南）交差点：起点）
- 富山県道267号福岡宮島峡公園線（高岡市福岡町荒屋敷・荒屋敷交差点）
- 富山県道75号押水福岡線（高岡市福岡町福岡新・橋上町交差点）
- 富山県道359号石堤大野線（富山県高岡市福岡町大野）
- 国道8号（高岡市笹川・宝来町交差点：終点）

## 周辺
- 小矢部川
- 宝性寺
- 北陸森紙業小矢部工場
- グルメフーズ
- 福岡町金属工業団地(ハリタ金属など)
- 福岡中学校
- 高岡市役所 福岡庁舎（旧福岡町役場）
- 高岡市ふくおか総合文化センター Uホール
- 高岡市福岡健康福祉センター
- ミュゼふくおかカメラ館
- 雅楽の館
- 福岡郵便局
- 富士コン
- 能越自動車道 宝来(たからぎ)高架橋